# Samsung Everland
Samsung Everland là một công ty của Hàn Quốc mà hoạt động chính là quản lý và vận hành Everland, công viên giải trí lớn nhất tại quốc gia này. Samsung Everland là một công ty con trực thuộc tập đoàn Samsung. Năm 2011, công ty có 4,785 nhân viên và lợi nhuận đạt mức 2,3 triệu đô la Mỹ.